# J-D04
J-D04（ジェイ ディー ゼロヨン）は、三菱電機が開発した、J-フォンによる第二世代携帯電話端末製品。

## 概要
当時の三菱電機の端末としては珍しくストレート型で登場。サイズはフリップのJ-D03とほぼ同じだが、液晶の輝度が約40％アップ。着信メロディはFM音源の16和音でADPCMにも対応。自作メロディは3和音に対応。

## 歴史
- 2001年3月25日: 発売